# 罡杨镇
罡杨镇，是中华人民共和国江苏省泰州市海陵区下辖的一个乡镇级行政单位。

## 行政区划
罡杨镇下辖以下地区：
杨庄社区、夏庄村、西冯村、东楼村、罡门村、纯垛村和冯官村。